# 周柏豪演唱會列表
周柏豪一共舉行了12場個人演唱會及2次巡迴演唱會。
於2017年，周柏豪正式出道十週年，宣布舉行首場巡迴演唱會。

## 個人演唱會
| 2011年11月11日                            | 拉闊合奏會 周柏豪x陳柏宇        | 1 | 九龍灣國際展貿中心                                   | 首個演唱會                        |
| 2012年1月17日 2012年3月17日 2012年7月21日 | See You Soon Concert 2012       | 3 | 九龍灣國際展貿中心 廣州中山紀念堂 佛山嶺南明珠訓練館 | 首個個人演唱會                    |
| 2012年12月28至30日                        | Imperfect Live 2012             | 3 | Star Hall                                            |                                   |
| 2014年9月25、26日                         | Colors of Life演唱會            | 2 | 紅磡香港體育館                                       | 首個紅館演唱會 首次使用三面台形式 |
| 2015年5月10日                             | PAKHO ‘LIVE’ in Singapore 2015  | 1 | Shanghai Dolly                                       |                                   |
| 2015年5月24日                             | IMPERFECT好人演唱會 周柏豪x側田 | 1 | Reno Ballroom                                        |                                   |
| 2016年5月21日                             | Perfect Moment演唱會            | 1 | 佛山嶺南明珠體育館                                   |                                   |
| 2019年6月9日                              | KKBOX LIVE：MAKING OF...PAKHO   | 1 | 香港會議展覽中心 展覽廳5FG                           |                                   |

## 個人巡迴演唱會

### Perfect 8 巡迴演唱會
| 2014年1月5日  | 中国廣州 | 廣州塔             |                  |
| 2015年1月10日 | 中国佛山 | 佛山嶺南明珠體育館 |                  |
| 2015年2月7日  | 中国中山 | 中山體育館         |                  |
| 2015年9月27日 | 墨爾本   | 墨爾本會展中心     | 特邀嘉賓: 連詩雅 |
| 2015年12月5日 | 澳門     | 新濠影滙綜藝館     | 特別嘉賓:        |

### One Step Closer Pakho Live 巡迴演唱會
| 2017年4月28日至30日 | 香港     | 紅磡香港體育館             | 入行十週年演唱會 沿用使用三面台形式 |
| 2017年9月23日       | 中国廣州 | 廣州體育館                 |                                     |
| 2017年10月21日      | 澳門     | 金光綜藝館                 | 巡迴演唱會                          |
| 2018年1月13日       | 中国深圳 | 深圳體育館                 |                                     |
| 2018年1月20日       | 中国佛山 | 南海體育館                 |                                     |
| 2018年3月17日       | 中国湛江 | 湛江奧林匹克體育中心體育館 |                                     |
| 2018年6月16日       | 中国東莞 | 東風日產文體中心           |                                     |
| 2018年9月15日       | 中国上海 | 國家會展中心虹館EH         |                                     |
| 2018年10月6日       | 中国中山 | 興中體育館                 |                                     |
| 2018年10月27日      | 中国珠海 | 珠海市體育中心體育館       |                                     |
| 2018年12月1日       | 中国江門 | 江門體育中心體育館         |                                     |
| 2019年1月6日        | 中国廣州 | 寶能國際體育演藝中心       | 國內巡迴演唱會終點站                |
| 2019年2月23日       | 马来西亚 | 雲頂世界雲星劇場           |                                     |

### 2023 周柏豪一起聲沙巡迴粉絲見面會
| 2023年4月1日  | 中国蘇州 | 蘇州獨墅湖體育中心體育館 |  |
| 2023年4月8日  | 中国武漢 | 武漢中心文化博覽中心     |  |
| 2023年4月21日 | 中国長沙 | 湖南國際會展中心         |  |
| 2023年5月6日  | 中国廣州 | 廣州體育館一號館         |  |
| 2023年6月10日 | 中国重慶 | 重慶渝北區體育館         |  |

### 2023-2024周柏豪奔赴世界巡迴演唱會
| 2023年6月17日  | 中国佛山       | 佛山國際體育文化演藝中心 |                     |
| 2023年7月8日   | 中国南寧       | 廣西體育中心體育館       |                     |
| 2023年8月19日  | 中国東莞       | 東莞銀行籃球中心         | 嘉宾：郑融          |
| 2023年8月20日  | 中国東莞       | 東莞銀行籃球中心         | 嘉宾：郑融          |
| 2023年9月16日  | 中国江門       | 江門體育中心體育館       | 嘉宾：Supper Moment |
| 2023年9月17日  | 中国江門       | 江門體育中心體育館       | 嘉宾：Supper Moment |
| 2023年9月23日  | 马来西亚吉隆坡 | 雲頂世界雲星劇場         |                     |
| 2023年11月18日 | 澳門           | 金光綜藝館               |                     |
| 2023年11月24日 | 中国廣州       | 廣州體育館一號館         |                     |
| 2023年11月25日 | 中国廣州       | 廣州體育館一號館         |                     |
| 2023年11月26日 | 中国廣州       | 廣州體育館一號館         |                     |
| 2023年12月8日  | 中国深圳       | 深圳春茧体育馆           |                     |
| 2024年1月13日  | 中国清远       | 清远体育中心体育館       |                     |
| 2024年4月6日   | 中国長沙       | 湖南國際會展中心芒果館   |                     |
| 2024年5月11日  | 中国佛山       | 佛山國際體育文化演藝中心 | 嘉宾：楊千嬅        |
| 2024年6月9日   | 中国肇慶       | 肇慶新區體育中心體育館   | 嘉宾：ICE杨长青     |
| 2024年6月10日  | 中国肇慶       | 肇慶新區體育中心體育館   | 嘉宾：ICE杨长青     |
| 2024年6月15日  | 中国上海       | 浦發銀行東方體育中心     | 嘉宾：希林娜依高    |
| 2024年7月6日   | 中国東莞       | 東莞銀行籃球中心         | 嘉宾：安崎          |
| 2024年8月1日   | 中国廣州       | 廣州體育館一號館         | 嘉宾：郑融          |
| 2024年8月2日   | 中国廣州       | 廣州體育館一號館         | 嘉宾：苏有朋        |
| 2024年8月3日   | 中国廣州       | 廣州體育館一號館         | 嘉宾：郑融          |
| 2024年8月4日   | 中国廣州       | 廣州體育館一號館         | 嘉宾：陈小春        |

### 2024-2025周柏豪CHAPTER IV巡迴粉絲見面會
| 2024年11月23日 | 澳門     | 新濠影滙綜藝館         |  |
| 2024年11月24日 | 澳門     | 新濠影滙綜藝館         |  |
| 2025年3月15日  | 中国廣州 | 廣州體育館一號館       |  |
| 2025年4月26日  | 中国江門 | 江門體育中心體育館     |  |
| 2025年5月10日  | 中国清遠 | 清遠體育中心體育館     |  |
| 2025年7月19日  | 中国肇慶 | 肇慶新區體育中心體育館 |  |
| 2025年8月23日  | 中国佛山 | 嶺南明珠體育館         |  |

#### 演唱歌單
1. 同天空
2. 自由意志
3. 起跳
4. Imperfect
5. 怒花
6. 小白
7. 相安無事
8. 莫失莫忘
9. 後援
10. How Do I Look
11. 露齒
12. 今天應該很快樂
13. 斬立決
14. 天下大亂
15. 宏願
16. 最好不過
17. 同行
18. 祝君好（與張智霖）
19. Smiley Face（張智霖solo）
20. 百年不合
21. 天光
22. 我的宣言
23. 終於我們
24. 無力挽回
25. 只有一事不成全你
26. 異能
27. 摔角
28. 金

Encore：
1. 報告總司令
2. 六天
3. 還記得

## 演唱會／音樂會嘉賓
- 2011年3月5日至6日：鄭伊健Beautiful Day 2011演唱會 香港站
- 2013年3月11日：Kiehl's慈善演唱會
- 2011年3月23日：芝華士真友情音樂會
- 2011年8月12日：新城2011青年活力群星音樂會
- 2011年8月30日：新城喜動至爽新音樂
- 2011年9月11日：新城慈善K唱遊2011
- 2011年9月30日：港青中國事工計劃之「生命有價」慈善音樂會
- 2011年12月3日：Dear Jane Gamma Live
- 2012年1月30日：AST 2012 Singing Contest
- 2012年2月9日：Concert YY 黃偉文作品展
- 2012年2月11日：芒果群星Come芒音樂會
- 2012年5月31日：Fee Fee真友情音樂會
- 2012年6月3日：Super League Season V Fiesta
- 2012年6月12日：新城唱好大同唱作樂音樂會
- 2012年7月28日：愛音樂 愛生命 第6屆福幼動心音樂會2012
- 2012年8月25日：暗中作樂2012
- 2012年10月20日：新城慈善K唱遊2012
- 2013年2月23日：張敬軒x廣州交響樂團佛山新春演唱會
- 2013年5月11日：Kary The Present Concert Macau
- 2015年1月30日：楊千嬅 Let's Begin 世界巡迴演唱會2015
- 2015年10月30日：茜拉 Colorful Life 真．炫色 演唱會
- 2016年8月13日：連詩雅 Shiga Vs Shiga Live 2016
- 2016年8月28日：暗中作樂2016
- 2017年12月12日：閻奕格《我有我自己》音樂會香港站
- 2019年2月14日：王灝兒 鄭欣宜 鄭融 友人抱抱音樂會
- 2019年3月16日至17日：Dear Jane Yours Sincerely Live 2019
- 2019年8月10日：容祖兒 Pretty crazy演唱會
- 2019年8月24日至25日：菊梓喬 只想和你在一起演唱會
- 2021年8月13日、15日：聲·夢飛行 First Live On Stage
- 2025年1月18日：楊千嬅MY TREE OF LIVE世界巡迴演唱會 廣州站返場
- 2025年6月14日：陳小春生·旦·淨·末·丑巡迴演唱會 深圳站